# مانويل دي جيسوس لوبيز
مانويل دي جيسوس لوبيز (19 أغسطس 1982 في موزمبيق - ) هو لاعب كرة قدم برتغالي في مركز الوسط. شارك مع منتخب موزمبيق لكرة القدم. أما مع النوادي، فقد لعب مع نادي بانيتوليكوس ونادي بيروي ستارا زاغورا ونادي ريكرياتيفو ديسبورتيفو دو ليبولو وAPOP Kinyras FC ‏ وPanthrakikos F.C. ‏ ونادي كامتشا ‏.

## وصلات خارجية
- مانويل دي جيسوس لوبيز على موقع قاعدة بيانات كرة القدم.إي يو (الإنجليزية)
- مانويل دي جيسوس لوبيز على موقع ناشيونال فوتبول تيمز (الإنجليزية)
- مانويل دي جيسوس لوبيز على موقع Soccerway.com (الإنجليزية)